# Podium

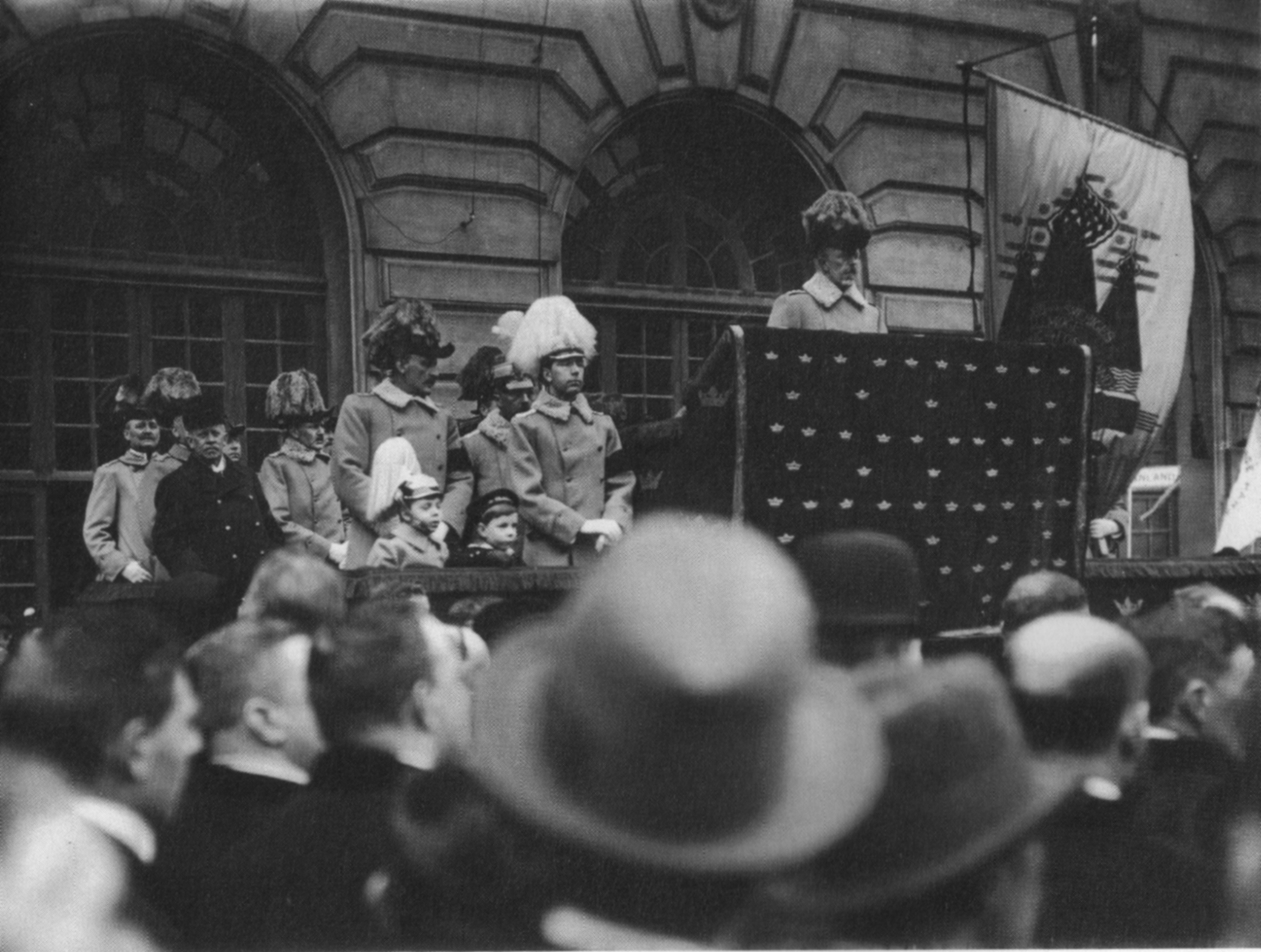
Gustaw V na podium w trakcie przemówienia

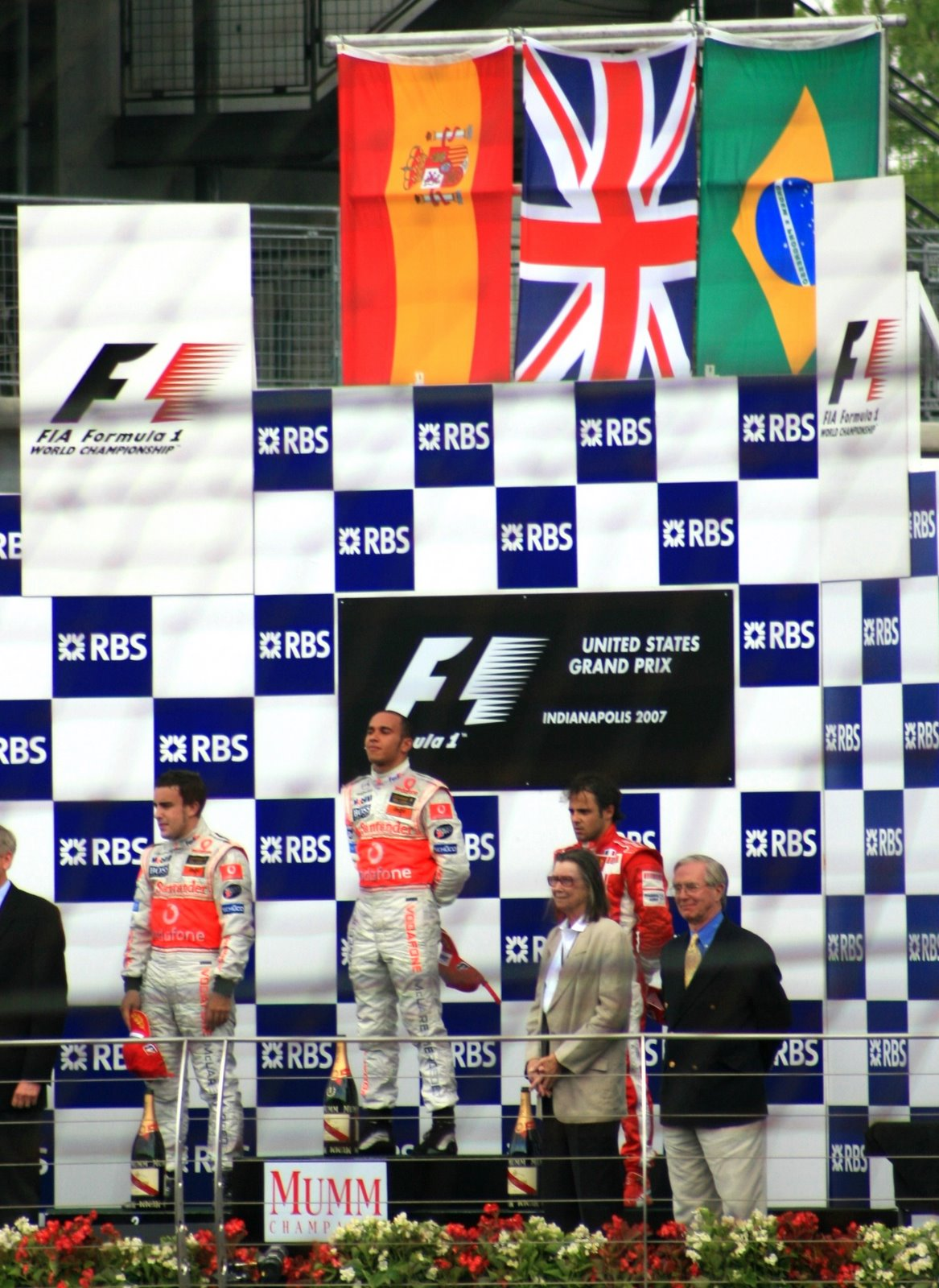
Podium GP Stanów Zjednoczonych (2007)

Podium – podwyższenie stałe lub przenośne, nad poziomem podłogi, ziemi.
Rodzaje podiów:
- w cyrku rzymskim miejsce na podwyższeniu przeznaczone dla osób uprzywilejowanych (cesarza, senatorów itp.)
- balkon wzdłuż ściany teatru, dla widzów
- estrada przeznaczona dla osób występujących przed publicznością
- miejsce dekoracji osób zajmujących czołowe miejsca w jakiejś konkurencji (np. sportowej); składa się z charakterystycznych stopni, najczęściej trzech, czasami czterech, o różnej wysokości – najwyższy dla zwycięzcy.